# صحراي غضنفرية جنوبي
صحراي غضنفرية جنوبي هي قرية في مقاطعة شهرضا، إيران. يقدر عدد سكانها بـ 0 نسمة بحسب إحصاء 2016.